# Квартет

Струнний квартет на урочистостях з нагоди Дня Сухопутних військ Збройних Сил України, 2021 рік

Кварте́т (італ. quartetto від лат. quartus — чотири) — музичний термін або твір, призначений для виконання чотирма інструментами або чотирма вокальними голосами; твір, написаний зазвичай у сонатій формі.

## Ансамбль
Ансамбль із чотирьох виконавців (інструменталістів або вокалістів). Склад інструментального квартету може бути однорідним (струнні смичкові, дерев'яні духові, мідні духові) або змішаним.
У класичній музиці найпоширеним є — струнний квартет (2 скрипки, альт, віолончель). Також зустрічається ансамбль трьох струнних інструментів (скрипка, альт і віолончель) з фортепіано, цей склад називають також фортепіанним квартетом. Склад духових квартетів може бути різним — (частіше однорідним — флейта, гобой, кларнет, фагот, або змішаним — замість одного з них може включатися валторна). Серед змішаних складів також поширені ансамблі духових і струнних (наприклад флейта або гобой, скрипка. альт, віолончель). Вокальні квартети може бути жіночим, чоловічим або змішаним.
У джазі квартети широко розповсюджені і мають такий склад — духовий інструмент (труба, кларнет або саксофон), струнний інструмент (електрогітара або клавішні), бас (контрабас або бас-гітара) та ударні. Зустрічаються також квартети саксофонів, що включають сопрановий, альтовий, теноровий та барітоновий різновиди цих інструментів (напр. Київський квартет саксофоністів). Серед відомих джазових квартетів також
- The Billy Tipton Memorial Saxophone Quartet[en]
- The Bolla Quartet[en]
- Квартет Дейва Брубека
- Hoosier Hot Shots[en]
- James Taylor Quartet[en]

У рок- та поп-музиці інструментальний квартет як правило має такий склад — дві електрогітари, бас-гітара i ударні. Також розповсюжденими є вокальні квартети. Найвідоміші квартети:
- ABBA
- The Beatles
- Pink Floyd (1968–1979)
- Queen
- Metallica

## Музичний жанр
Музичний твір для 4 інструментів або вокальних голосів. Серед жанрів камерних ансамблів переважає струнний квартет, що у 2-й половині XVIII століття прийшов на зміну пануючої тоді тріо-сонати. Квартет сприяв індивідуалізації партій, широке використання поліфонії, мелодичну змістовність кожного голосу. Видатні взірці цього жанру створили віденські класики — Й.Гайдн, В. А. Моцарт, Л. ван Бетховен, їх квартети написані у формі сонатного циклу. Ця форма стала традиційною і для пізніших квартетів. В романтичну епоху особливо відзначити слід квартети Ф.Шуберта.
В кінці XIX — початку XX століття в струнних квартетах використовується лейтмотивний принцип та монотематизм, виростає значення барвистості, образності, колористичної гармонії (П.Чайковський, С.Танєєв, Е.Гріг, К.Дебюссі). Глибокий психологізм, напружена експресія, вияв нових можливостей інструментів та їх поєднань властиві квартетам Дмитра Шостаковича та Б.Бартока
Жанр фортепіанного квартету був найпопулярнішим у класичну епоху (В. А. Моцарт), пізніше композитори звертаються до цього жанру рідко.
В українській музиці найвідоміші твори цього жанру належать Б.Лятошинському (5 квартетів), В.Сильвестрову («квартет-пікколо», один з перших українських додекафонічних творів), Ю.Іщенко.